# Ed Temple
Edward Stanley Ed Temple (* 20. September 1927 in Harrisburg (Pennsylvania); † 22. September 2016 in Nashville, Tennessee) war der mit Abstand erfolgreichste amerikanische Trainer und Pionier der Frauenleichtathletik. Er war der Trainer der Tennessee State University in Nashville für 44 Jahre und zudem der Trainer der amerikanischen Frauenleichtathleten bei den Olympischen Spielen 1960 und den Olympischen Spielen 1964.

## Leben
Ed Temple war ein hervorragender Sportler in drei Sportarten während der Highschool und tat sich besonders als Sprinter hervor. Er wurde von der schwarzen Tennessee State University zu Zeiten der Rassentrennung im Bildungswesen rekrutiert. Als er in Nashville ankam, musste er feststellen, dass sie keine Leichtathletikmannschaft hatten – er somit auf Football und Baseball beschränkt war. Dennoch lief er mit 9,7 s über 100 Yards eine Zeit, die damals sehr beachtlichen 10,6 s über 100 Meter entsprechen. Nach dem Bachelor (1950) wurde er Trainerassistent für die Sprinter und Sprinterinnen. Um finanziell über die Runden zu kommen, arbeitete er zudem bei der Post. Er setzte parallel sein Studium fort und absolvierte 1953 sein Master-Examen in Soziologie und unterrichtete fortan neben der Trainertätigkeit Soziologie.
1952 rekrutierte er Mae Faggs, die als 16-Jährige 1948 an den Olympischen Spielen teilgenommen hatte. Mit ihr lehrte er systematisch Frauenleichtathletik. Er trainierte viel, häufig dreimal täglich, aber jedes Mal relativ kurz und intensiv. Er ließ vor allem auch Übungen im Ballettstudio vor sehr großen Spiegeln durchführen, um optimale Körperbeherrschung zu schulen.
40 von ihm trainierte Sportlerinnen starteten bei den Olympischen Spielen, seine Tigerbelles wurden 34 Mal amerikanischer Mannschaftsmeister. Auch als nach Title IX ab 1972 die Konkurrenz deutlich zunahm, konnte er mit seiner Reputation noch immer Spitzensportlerinnen rekrutieren. Zu diesen gehörten u. a. Wilma Rudolph, Edith McGuire, Wyomia Tyus und Chandra Cheeseborough, die ihn nach seinem Ruhestand als Trainer der Frauenmannschaft ablöste. Temple wurde in neun Halls of Fame aufgenommen u. a. die United States Olympic Hall of Fame und die National Track and Field Hall of Fame.